# Уго де Леон
Уго Едуардо де Леон Родрігес (ісп. Hugo Eduardo de León Rodrigues; нар. 27 лютого 1958, Ривера, Уругвай) — уругвайський футболіст, що грав на позиції захисника. По завершенні ігрової кар'єри — тренер. Нині — політик.
Виступав, зокрема, за клуби «Насьйональ» та «Греміо», а також національну збірну Уругваю.
Триразовий чемпіон Уругваю. Чемпіон Бразилії. Чемпіон Аргентини. Триразовий володар Кубка Лібертадорес. Дворазовий володар Міжконтинентального кубка. Переможець Рекопи Південної Америки. Триразовий чемпіон Уругваю (як тренер).

## Клубна кар'єра
У дорослому футболі дебютував 1977 року виступами за команду клубу «Насьйональ», в якій провів три сезони. За цей час виборов титул чемпіона Уругваю, ставав володарем Кубка Лібертадорес.
Своєю грою за цю команду привернув увагу представників тренерського штабу клубу «Греміо», до складу якого приєднався 1981 року. Відіграв за команду з Порту-Алегрі наступні три сезони своєї ігрової кар'єри. Більшість часу, проведеного у складі «Греміо», був основним гравцем захисту команди.
Згодом з 1984 по 1992 рік грав у складі команд клубів «Корінтіанс», «Сантус», «Логроньєс», «Насьйональ», «Рівер Плейт», «Ботафогу» та «Тосіба». Протягом цих років додав до переліку своїх трофеїв ще один титул чемпіона Уругваю, ставав чемпіоном Аргентини, володарем Кубка Лібертадорес, володарем Міжконтинентального кубка, переможцем Рекопи Південної Америки.
Завершив професійну ігрову кар'єру у клубі «Насьйональ», у складі якого вже виступав раніше. Прийшов до команди 1992 року, захищав її кольори до припинення виступів на професійному рівні у 1993.

## Виступи за збірні
1977 року залучався до складу молодіжної збірної Уругваю.
1979 року дебютував в офіційних матчах у складі національної збірної Уругваю. Протягом кар'єри у національній команді, яка тривала 12 років, провів у її формі 48 матчів.
У складі збірної був учасником розіграшу Кубка Америки 1979 року, розіграшу Кубка Америки 1989 року у Бразилії, де разом з командою здобув «срібло», чемпіонату світу 1990 року в Італії.

## Кар'єра тренера
Розпочав тренерську кар'єру невдовзі по завершенні кар'єри гравця, 1996 року, очоливши тренерський штаб клубу «Ітуано».
1997 року став головним тренером команди «Флуміненсе», тренував команду з Ріо-де-Жанейро один рік.
Згодом протягом 1998—2001 років очолював тренерський штаб клубу «Насьйональ».
2003 року прийняв пропозицію попрацювати у клубі «Монтеррей». Залишив команду з Монтеррея того ж року.
Наразі останнім місцем тренерської роботи був клуб «Греміо», головним тренером команди якого Уго де Леон був протягом 2005 року.

## Титули і досягнення

### Як гравець
- Чемпіон Уругваю (3):

«Насьйональ»: 1977, 1980, 1992
- Чемпіон Бразилії (1):

«Греміо»: 1981
- Чемпіон Аргентини (1):

«Рівер Плейт»: 1989—1990
- Володар Кубка Лібертадорес (3):

«Насьйональ»: 1980, 1988
«Греміо»: 1983
- Володар Міжконтинентального кубка (2):

«Греміо»: 1983
«Насьйональ»: 1988
- Переможець Рекопи Південної Америки (1):

«Насьйональ»: 1989
- Переможець Міжамериканського кубку (1):

«Насьйональ»: 1989
- Чемпіон Південної Америки (U-20): 1977
- Фіналіст Кубка Америки: 1989

### Як тренер
- Чемпіон Уругваю (3):

«Насьйональ»: 1998, 2000, 2001

## Політика
Де Леон вирішив почати політичну кар'єру. У березні 2009 року почав активну агітаційну кампанію на підтримку історично найбільшої партії Уругваю — Колорадо, яка в останні роки переживала серйозну кризу.
16 липня 2009 року де Леон став кандидатом у віце-президенти Уругваю від партії Колорадо в тандемі з кандидатом в президенти Педро Бордаберрі. Хоча тандем і не зміг пройти до другого туру, а президентом в результаті став кандидат від Широкого фронту Хосе Мухіка (в суперництві з колишнім президентом країни Луісом Лакальє з Національної партії), партія Колорадо додала в порівнянні з виборами 2004 року — 17 % голосів виборців проти 10 %.